# Charles Knapp (Geograph)
Charles Knapp (* 20. Januar 1855 in Allondans, Frankreich; † 20. August 1921 in Lausanne) war ein Schweizer Lehrer, Geograf, Ethnologe und Museumsdirektor.

## Leben

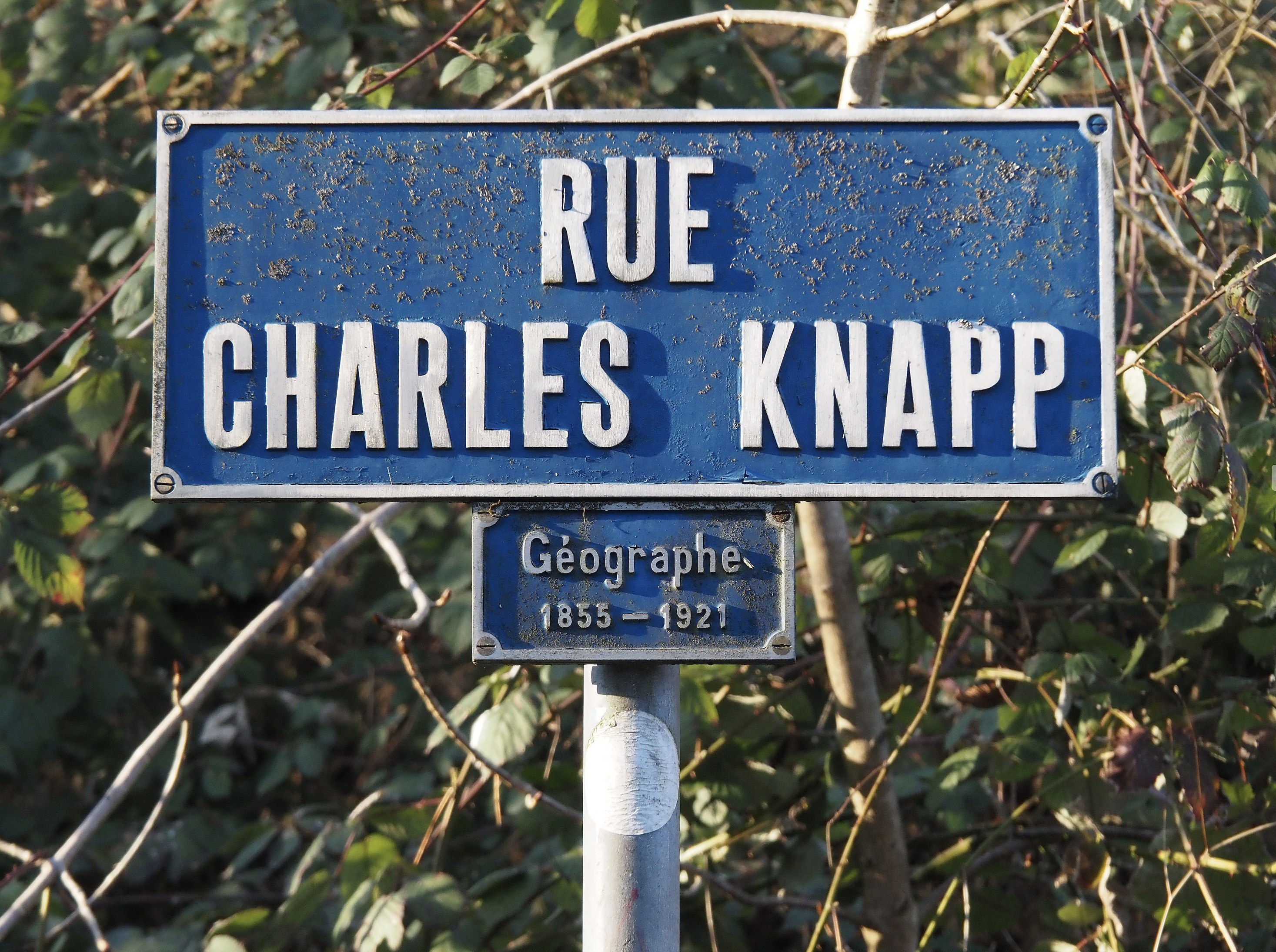
Strassenschild in Neuenburg

Charles Knapp war der Sohn des Textilhändlers Jean-Antoine Knapp aus Neuenburg. 1862 erhielt er das Lehrerdiplom des Kantons Neuenburg und unterrichtete zunächst an der Volksschule von Noiraigue und dann bis 1889 in der Stadt Le Locle im Neuenburger Jura. 1888 wurde er Nachfolger von Léon Metchnikoff als Dozent für Geografie an der Akademie in Neuenburg und 1889 vollamtlicher Geografielehrer. Zeitweise war er ausserdem als Fachlehrer auch an der Höheren Töchterschule und der Handelsschule in Neuenburg tätig. Die fachliche Eignung für den höheren Unterricht hatte er sich als Autodidakt erworben, und seine Expertise war über den Kanton Neuenburg hinaus gefragt. 1892 unterbreitete er der internationalen Kommission für Geografie Vorschläge für die Verbesserung des Unterrichts in diesem Fach. Zudem wurde er in die Redaktionskommission der Schweizer Schulkarte berufen, die das Eidgenössische topographische Büro (Bundesamt für Landestopografie) herausgab. 1915 folgte Charles Knapp auf Arnold van Gennep als Professor für Ethnografie an der Universität Neuenburg.
Knapp und Léon Metchnikoff waren Mitbegründer der Société neuchâteloise de géographie im Jahr 1885. Zeitlebens amtete er als Redaktor, Bibliothekar und Archivar dieser wissenschaftlichen Vereinigung und korrespondierte mit zahlreichen geografischen Gesellschaften in mehreren Ländern. Er gewann viele ausländische Forscher als Ehrenmitglieder der Geografischen Gesellschaft von Neuenburg, zum Beispiel Ferdinand von Richthofen, Albrecht Penck, Sven Hedin, Fridtjof Nansen, Roald Amundsen und Ernest Shackleton.
Aufgrund von Informationen über Sprachveränderungen im Grenzraum zwischen dem Westschweizer Französisch und der Deutschschweiz setzte sich Charles Knapp energisch für die Sprachpflege in den Schulen des Kantons Neuenburg ein. 1907 unterstützte er die Gründung der Sprachgesellschaft Union romande pour la culture et la défense de la langue française, die sich gegen jeden Einfluss der deutschen Sprache jenseits der Sprachgrenze richtete; er liess sich auf eine diesbezügliche Kontroverse mit der Redaktion der Zeitschrift des Deutschschweizerischen Sprachvereins ein.
Zusammen mit dem Verleger und Fotografen Victor Attinger und dem Kartografen Maurice Borel gab Charles Knapp von 1902 bis 1910 das Geographische Lexikon der Schweiz heraus, das in sechs Bänden zugleich in französischer (Dictionnaire géographique de la Suisse) und deutscher Sprache erschien. Charles Knapp war für die Redaktion des gesamten Werks zuständig und prüfte die von mehreren tausend Autoren verfassten 32'893  Artikel vor der Drucklegung selbst.
Ein weiteres bedeutendes Werk von Charles Knapp war die Vorbereitung und Gründung des Völkerkundemuseums der Stadt Neuenburg (MEN), für das er sich wegen seines ausgeprägten Interesses an der Kulturgeografie engagierte. Er wurde 1903 zum Konservator des geplanten Museums berufen und wünschte die bessere Aufbewahrung der damals bereits vorhandenen, seit dem späten 18. Jahrhundert geäufneten reichen ethnografischen Sammlung, von der er 1900 schrieb: Quand nous aurons pu loger convenablement toutes nos richesses, nous aurons le droit d’être fiers d’un musée que nous envieront des villes beaucoup plus importantes que la nôtre. Diese Hoffnung erfüllte sich, als der Neuenburger Kaufmann James-Ferdinand de Pury (1823–1902) seine Liegenschaft mit der vom Architekten Léo Châtelain 1871 gebauten Privatvilla im Quartier Saint-Nicolas für das Museum stiftete. Charles Knapp konnte das Museum am 14. Juli 1904 eröffnen und entwickelte es zum ethnografischen Institut der Universität Neuenburg. Nach Knapps Tod 1921 übernahm Théodore Delachaux die Leitung des Museums.

## Ehrungen
- 1920 Ehrendoktortitel der Universität Lausanne
- Prix William Huber, Goldmedaille, von der Société de Géographie de Paris
- Médaille Gauthiot, von der Société de Géographie commerciale de Paris

## Werke
- Notice sur les voyageurs et les géographes neuchâtelois. In: Bulletin de la Société Neuchâteloise de Géographie. 2. Jg., 1886, S. 65–104.
- Dictionnaire géographique de la Suisse. 6 Bde. Attinger frères, Neuchâtel 1902–1910.
- David-François de Merveilleux, géographe et cartographe neuchâtelois. In: Bulletin de la Société Neuchâteloise de Géographie. 20. Jg., 1919–1910, S. 250–312.
- mit Gaston Michel: Der Eisenbahnverkehr der Schweiz. 1913.
- L’Europe nouvelle. In: Annuaire de l’instruction publique en Suisse. 1919, S. 179–212.
- La nouvelle organisation du monde, étude de géographie politique et sociale.  In: Annuaire de l’instruction publique en Suisse.  1920, S. 111–201.